# Campionato mondiale maschile di pallacanestro 1959
La III edizione del Campionato Mondiale Maschile di Pallacanestro FIBA è stata disputata in Cile nel 1959. La città di riferimento è stata Santiago del Cile, ma le eliminatorie e il girone di consolazione sono stati disputati anche a Antofagasta, Concepción, Temuco e Valparaíso.
La fase finale è stata giocata da 13 squadre, divise in tre gironi eliminatori. Le prime due di ogni girone sono state ammesse al girone finale, le altre hanno preso parte ad un girone di consolazione.
I mondiali 1959 furono teatro di un caso internazionale, così come era successo durante la prima edizione. L'Unione Sovietica e la Bulgaria si rifiutarono di giocare contro la Repubblica di Cina. La nazionale rappresentava lo stato simbolo del rifiuto da parte degli Occidentali al riconoscimento dell'esistenza della Repubblica Popolare Cinese di Mao Tse Tung e i due stati filocomunisti si opposero a giocare contro la nazionale. Il comitato organizzatore penalizzò entrambe le squadre con la perdita di tutti i punti totalizzati nel girone finale, e l'Unione Sovietica, che di fatto aveva vinto il torneo pur con la sconfitta a tavolino con Taiwan, venne privata del titolo.

## Squadre partecipanti
Il Cile venne ammesso direttamente al girone finale in quanto organizzatore del torneo.
Gli Stati Uniti inviarono come rappresentanti la selezione della United States Air Force
Girone A
- Argentina
- Rep. Araba Unita
- Taiwan
- Stati Uniti

Girone B
- Brasile
- Canada
- Messico
- Unione Sovietica

Girone C
- Bulgaria
- Filippine
- Porto Rico
- Uruguay

## Eliminatorie

### Girone A
Le gare furono disputate a Concepción.
| Squadra             | P | V | P | PF  | PS  | Dif |
| ------------------- | - | - | - | --- | --- | --- |
| 1. Stati Uniti      | 6 | 3 | 0 | 271 | 204 | +67 |
| 2. Taiwan           | 4 | 2 | 1 | 207 | 209 | -2  |
| 3. Argentina        | 2 | 1 | 2 | 197 | 202 | -5  |
| 4. Rep. Araba Unita | 0 | 0 | 3 | 179 | 239 | -60 |

| Prima giornata   |                  |                |
| Stati Uniti      | Argentina        | 87 - 73        |
| Taiwan           | Rep. Araba Unita | 71 - 69        |
| Seconda giornata |                  |                |
| Argentina        | Rep. Araba Unita | 65 - 52 d.t.s. |
| Stati Uniti      | Taiwan           | 81 - 73        |
| Terza giornata   |                  |                |
| Stati Uniti      | Rep. Araba Unita | 103 - 58       |
| Taiwan           | Argentina        | 63 - 59        |

### Girone B
Le gare furono disputate a Temuco.
| Squadra             | P | V | P | PF  | PS  | Dif |
| ------------------- | - | - | - | --- | --- | --- |
| 1. Brasile          | 4 | 2 | 1 | 211 | 175 | +36 |
| 2. Unione Sovietica | 4 | 2 | 1 | 229 | 199 | +30 |
| 3. Canada           | 4 | 2 | 1 | 169 | 174 | -5  |
| 4. Messico          | 0 | 0 | 3 | 173 | 234 | -61 |

| Prima giornata   |                  |          |
| Brasile          | Canada           | 69 - 52  |
| Messico          | Unione Sovietica | 72 - 102 |
| Seconda giornata |                  |          |
| Canada           | Messico          | 54 - 51  |
| Brasile          | Unione Sovietica | 64 - 73  |
| Terza giornata   |                  |          |
| Brasile          | Messico          | 78 - 50  |
| Canada           | Unione Sovietica | 63 - 54  |

### Girone C
Le gare furono disputate a Antofagasta.
| Squadra       | P | V | P | PF  | PS  | Dif |
| ------------- | - | - | - | --- | --- | --- |
| 1. Bulgaria   | 6 | 3 | 0 | 217 | 174 | +43 |
| 2. Porto Rico | 4 | 2 | 1 | 209 | 194 | +15 |
| 3. Filippine  | 2 | 1 | 2 | 192 | 220 | -28 |
| 4. Uruguay    | 0 | 0 | 3 | 181 | 211 | -30 |

| Prima giornata   |            |         |
| Bulgaria         | Porto Rico | 67 - 55 |
| Filippine        | Uruguay    | 68 - 59 |
| Seconda giornata |            |         |
| Porto Rico       | Uruguay    | 78 - 64 |
| Bulgaria         | Filippine  | 85 - 61 |
| Terza giornata   |            |         |
| Filippine        | Porto Rico | 63 - 76 |
| Bulgaria         | Uruguay    | 65 - 58 |

## Girone di consolazione
Le gare furono disputate a Valparaíso.

### Girone A
| Squadra             | P | V | P | PF  | PS  | Dif |
| ------------------- | - | - | - | --- | --- | --- |
| 1. Filippine        | 4 | 2 | 0 | 145 | 130 | +15 |
| 2. Rep. Araba Unita | 2 | 1 | 1 | 136 | 135 | +1  |
| 3. Canada           | 0 | 0 | 2 | 134 | 150 | -16 |

| Filippine        | Rep. Araba Unita | 66 - 65 |
| Rep. Araba Unita | Canada           | 71 - 69 |
| Filippine        | Canada           | 79 - 65 |

### Girone B
| Squadra      | P | V | P | PF  | PS  | Dif |
| ------------ | - | - | - | --- | --- | --- |
| 1. Uruguay   | 4 | 2 | 0 | 105 | 95  | +10 |
| 2. Argentina | 2 | 1 | 1 | 123 | 117 | +6  |
| 3. Messico   | 0 | 0 | 2 | 113 | 129 | -16 |

| Uruguay   | Argentina | 51 - 48 |
| Uruguay   | Messico   | 54 - 47 |
| Argentina | Messico   | 75 - 66 |

### Finali 8º-13º posto
| 8°-9°   | Filippine | Uruguay          | 78 - 70 |
| 10°-11° | Argentina | Rep. Araba Unita | 61 - 59 |
| 12°-13° | Canada    | Messico          | 64 - 56 |

## Girone finale
| Squadra                   | P  | V | P | PF  | PS  | Dif  |
| ------------------------- | -- | - | - | --- | --- | ---- |
| 1. Brasile                | 10 | 5 | 1 | 471 | 382 | +89  |
| 2. Stati Uniti            | 8  | 4 | 2 | 372 | 378 | -6   |
| 3. Cile                   | 4  | 2 | 4 | 393 | 446 | -53  |
| 4. Taiwan                 | 4  | 2 | 4 | 315 | 350 | -35  |
| 5. Porto Rico             | 2  | 1 | 5 | 397 | 471 | -74  |
| 6. Unione Sovietica (-10) | 0  | 5 | 1 | 365 | 263 | +102 |
| 7. Bulgaria (-4)          | 0  | 2 | 4 | 315 | 338 | -23  |

| Prima giornata   |                  |              |
| Cile             | Taiwan           | 86 - 85      |
| Porto Rico       | Unione Sovietica | 55 - 84      |
| Bulgaria         | Stati Uniti      | 58 - 63      |
| Seconda giornata |                  |              |
| Brasile          | Taiwan           | 94 - 76      |
| Cile             | Porto Rico       | 83 - 71      |
| Bulgaria         | Unione Sovietica | 58 - 78      |
| Terza giornata   |                  |              |
| Stati Uniti      | Porto Rico       | 54 - 53      |
| Unione Sovietica | Brasile          | 66 - 62      |
| Bulgaria         | Cile             | 76 - 71      |
| Quarta giornata  |                  |              |
| Taiwan           | Stati Uniti      | 69 - 85      |
| Cile             | Unione Sovietica | 49 - 75      |
| Brasile          | Porto Rico       | 99 - 71      |
| Quinta giornata  |                  |              |
| Taiwan           | Porto Rico       | 81 - 85      |
| Stati Uniti      | Unione Sovietica | 37 - 62      |
| Brasile          | Cile             | 73 - 59      |
| Sesta giornata   |                  |              |
| Bulgaria         | Porto Rico       | 70 - 62      |
| Brasile          | Stati Uniti      | 81 - 67      |
| Unione Sovietica | Taiwan           | 0 - 2 a tav. |
| Settima giornata |                  |              |
| Cile             | Stati Uniti      | 55 - 64      |
| Bulgaria         | Taiwan           | 0 - 2 a tav. |
| Bulgaria         | Brasile          | 62 - 53      |

## Classifica finale
| Campione del Mondo | Campione del Mondo | Campione del Mondo |
| --- | ------------------ | --- |
| Brasile3 Algodão, 4 Amaury, 5 Wlamir, 6 Boccardo, 7 Zezinho, 8 Fernando Brobró, 9 Rosa Branca, 10 Jatyr, 11 Edson Bispo, 12 Otto Nóbrega, 13 Pecente, 14 Waldemar, All. Kanela |                    | |
| Argento | Stati Uniti        | Stati Uniti3 Hodges, 4 Miller, 5 Olsen, 6 White, 7 Riley, 8 Coshow, 9 McDonald, 10 Jeangerard, 11 D'Antonio, 12 Vayda, 13 Welsh, 14 Baker, All. Charles Bennett                                           |
| Bronzo | Cile               | Cile3 Bernedo, 4 Zitko, 5 Sibilla, 6 Salvadores, 8 Garafulic, 9 Silva, 11 de la Fuente, 12 Etcheberrigaray, 13 Gianoni, 14 Etchepare, 15 Thompson, 16 Luchsinger, All. Luis Valenzuela                    |
| 4. | Taiwan             | Taiwan3 Liu, 4 Lee N., 5 Loo, 6 Tong, 7 Yau, 8 Hoo, 9 Wong, 10 E. Lee, 12 Chen, 13 Lai, All. Tsai Bon-hwa                                                                                                 |
| 5. | Porto Rico         | Porto Rico3 Dijols, 4 Báez, 5 Jiménez, 6 Casillas, 8 Vicéns, 10 Cestero, 11 Ruaño, 14 Droz, 16 Morales, 20 Rodríguez, All. Víctor Mario Pérez                                                             |
| 6. | Unione Sovietica   | Unione Sovietica3 Muižnieks, 4 Valdmanis, 5 Torban, 6 Minashvili, 7 Zubkov, 8 Bočkarëv, 9 Krūmiņš, 10 Semënov, 11 Korneev, 12 Ozerov, 13 Kutuzov, 14 Abashidze, All. Stepan Spandarjan                    |
| 7. | Bulgaria           | Bulgaria3 Semov, 4 Raškov, 5 Mirčev, 6 Radev, 7 Kănev, 8 Lazarov, 9 G. Panov, 10 Gjaurov, 11 Barčovski, 12 L. Panov, 13 Tomovski, 14 Pejčinski, All. Ljudmil Katerinski                                   |
| 8. | Filippine          | Filippine3 Loyzaga, 4 Manulat, 5 Badion, 6 Yburán, 7 Márquez, 8 Bachmann, 9 Rabat, 10 Ortiz, 11 Cruz, 12 Lim, 13 Achacoso, 14 Tolentino, 15 Ocampo, 16 Carbonell, All. Virgilio Dalupan                   |
| 9. | Uruguay            | Uruguay3 Poyet, 4 García, 5 Chelle, 6 Mera, 7 Usher, 8 Roca, 9 Blixen, 10 Scarón, 11 Cortés, 12 Pedragosa, 13 Lubnicki, 14 Matto, All. Olguiz Rodríguez                                                   |
| 10. | Argentina          | Argentina3 Fagnani, 4 Borda, 5 Schime, 7 Marzoratti, 8 Barreneche, 9 Parizzia, 10 Fernández, 12 Vasino, 13 Peralta, 14 Nano, 15 Sabatini, 16 Tozzi, All. Pedro Pasquinelli                                |
| 11. | Rep. Araba Unita   | Rep. Araba Unita3 Sabri, 4 Mohamed, 5 Chalhoub, 6 Iskandar, 7 Abou Taleb, 8 Musillia, 9 Younis, 10 Shelbayah, 11 Erian, 12 el-Hadidi, 13 Sabounghi, 14 Zakar, 15 Hamida, 16 Montasir, All. Fouad el-Kheir |
| 12. | Canada             | Canada3 Brown, 4 Upson, 5 Burtwell, 7 Brinham, 8 Wild, 9 Tait, 10 Mullins, 11 Malecki, 12 McLeod, 13 Lucht, 14 Stephens, All. Fred Collen                                                                 |
| 13. | Messico            | Messico3 Rodríguez, 4 Chavira, 5 Lozano, 6 Herrera, 7 Cuevas, 9 Rentería, 10 Quintanar, 11 Manzo, 12 Orozco, 13 Aizpuro, 14 Márquez, 15 Escalera, All. Agustín García                                     |